# Born Cross-Eyed
Born Cross-Eyed è un brano musicale del gruppo rock psichedelico statunitense The Grateful Dead, composto nel 1968 dal chitarrista Bob Weir durante le sessioni di registrazione dell'album Anthem of the Sun. Fu pubblicato come B-side del singolo Dark Star, una delle escursioni musicali più note della band.

## Descrizione
Il 45 giri uscì originariamente nell'aprile 1968 su etichetta Warner Bros. Records in un missaggio differente rispetto alla versione inclusa nell'album Anthem of the Sun. Nel 1977 venne ripubblicato in Gran Bretagna come copia promozionale allegata alla rivista Dark Star Magazine. Mentre scriveva il pezzo, Weir disse che voleva che le brusche e brevi pause nella musica suonassero come "aria densa". La band fece molti strani esperimenti sonori durante il processo di scrittura delle canzoni, il che irritò così tanto il produttore Dave Hassinger da fargli abbandonare lo studio. David Dodd ritiene che questo episodio avvenga esattamente al minuto 1:32 della canzone, proprio prima della strofa: «My how lovely you are, my dear».
Questa versione della canzone sarebbe stata poi inserita nella raccolta What a Long Strange Trip It's Been del 1977, nel cofanetto The Golden Road (1965-1973) del 2001, e nella ristampa del 2003 di Anthem of the Sun.